# Cestrum granadense
Cestrum granadense är en potatisväxtart som beskrevs av Francey. Cestrum granadense ingår i släktet Cestrum och familjen potatisväxter. Inga underarter finns listade i Catalogue of Life.